# Zwellichaam
Een zwellichaam is een sponsachtig weefsel, voorzien van een netwerk van arteriën, te vinden in de penis en de clitoris. Het parasympathisch zenuwstelsel (PS) staat in voor een toename van deze doorbloeding door het verwijden van de bloedtoevoer. Hierdoor zwelt het orgaan.
Een penisbreuk is een scheuring van de wand van een van de drie zwellichamen.